# Leef (Begijnendijk)
Leef is een Belgische lokale politieke partij in Begijnendijk.
De partij werd opgericht in aanloop naar de lokale verkiezingen van 2006. Oprichter van deze partij was Steven Vermeulen. De partij bestond bij aanvang uit leden van Groen, Spirit en onafhankelijken. Lijsttrekker in 2006 was Stef Boogaerts. De partij haalde in 2006 9,24% van de stemmen. Stef Boogaerts werd verkozen en Leef maakte deel uit van de meerderheid samen met de lokale partij MGB (Modern Gemeentebeleid). Stef Boogaerts was tussen 2006 en 2012 onder andere schepen van milieu.
De partij werd bij de verkiezingen van 2012 aangevoerd door Steven Vermeulen en profileerde zich zonder expliciete referentie aan nationale partijen. Leef haalde in 2012 8,45%  van de stemmen en had hiermee één verkozene (Steven Vermeulen).  In 2018 komt de partij op bij de lokale verkiezingen met steun van Groen! nationaal.  De partij behaalde bij de lokale verkiezingen in 2012 12% van de stemmen en behaalde twee verkozenen.  Steven Vermeulen werd schepen voor zijn partij.
Bij de verkiezingen in 2024 behaalde Leef nog 6,6% van de stemmen, maar had hierdoor geen verkozenen meer.  De partij gaat sindsdien verder als politieke en maatschappelijke beweging.